# Comic juri hime S
Comic juri hime S (japonsky コミック百合姫S, Komikku juri hime S) byl japonský manga časopis, který vydávalo každé čtvrtletí nakladatelství Ičidžinša. První číslo bylo vydáno 18. června 2017. Časopis se zaměřoval na mužské publikum a přispívali do něj zejména autoři tvořící šónen a seinen mangy; objevovaly se v něm také prvky slangové mluvy moe. Comic juri hime S byl sesterským časopisem Comic juri hime, do kterého byl v roce 2010 sloučen.

## Publikované mangy
- Cassiopeia Dolce
- Flower Flower
- Fu-fu
- Honey Crush
- Juru juri
- Konohana kitan
- Konohana Link
- Marriage Black
- Minus Literacy
- Nanami to Misuzu
- Otomeiro Stay Tune
- Otome kikan Gretel (ukončeno)